# Діогу Діаш

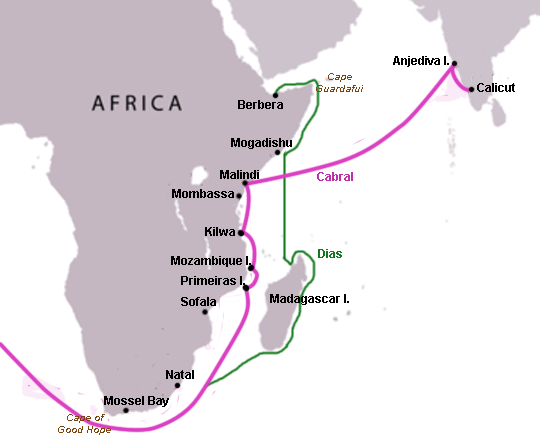
Маршрут плавання

Діо́гу Ді́аш (порт. Diogo Dias; до 1450 — після 1500) — португальський мореплавець і відкривач земель. Брат Бартоломеу Діаша.

## Біографія
Відомості про Діогу Діаша украй мізерні. Невідомо, чи є згадуваний у листі королівської канцелярії 1465 року як перекладач Діогу Діаш тієї ж особистістю, що і мореплавець. Крім того, брат Бартоломеу Діаша в різних документах називається Педру або Перу Діашем.
Встановленим фактом є те, що Діогу Діаш був капітаном вантажного судна у флотилії свого брата Бартоломеу, яка вирушила в дорогу в 1487 з метою знайти морський шлях до Індії і зуміла обігнути мис Доброї Надії. Штурманом на кораблі Діогу Діаша був Жуан де Сантьягу, що супроводжував до цього Діогу Кана в експедиції до гирла річки Конго.

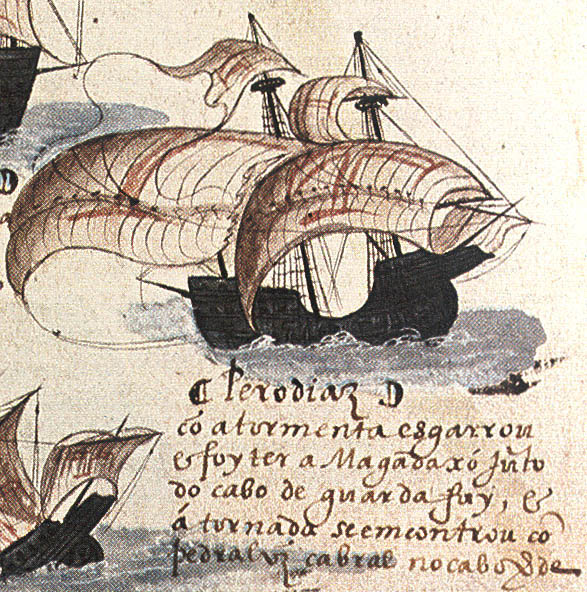
Корабель Діогу Діаша під час експедиції Кабрала до Індії (ілюстрація з книги Memória das Armadas)

Пізніше Діогу Діаш брав участь як писар флагманського корабля «Сан-Габріел» в експедиції Васко да Гами, під час якої було відкрито морський шлях в Індію. Під час перебування армади біля індійських берегів виконував на суші обов'язки глави португальської торгової місії в Калікуті, під час конфлікту був заарештований місцевим заморіном, проте згодом був обміняний на місцевих заручників.
Після цього взяв участь в експедиції Педру Алвареша Кабрала до Індії, був присутній у квітні 1500 при його висадці на бразильський берег. Потім, 29 травня 1500, поблизу мису Доброї Надії португальські судна потрапили в сильний шторм, який став причиною загибелі чотирьох кораблів (у тому числі і того, де капітаном був Бартоломеу Діаш), а корабель Діогу Діаша відстав від решти флотилії. 
Подальші спроби Діаша знайти основний флот закінчилися тим, що він помилково проплив повз мис Гвардафуй в Аденську затоку біля входу в Червоне море, у води, в яких ще не плавали португальські кораблі. Потрапивши в пастку зустрічних вітрів, Діаш змушений провів у цьому районі кілька важких місяців. Побитий бурями, атакований піратами і, нарешті, вимушений у відчайдушних пошуках води та їжі для швидко вмираючого екіпажу сісти на мілину на узбережжі Еритреї. На той час, коли його корабель нарешті вийшов звідти, у Діаша залишилося лише шість членів екіпажу. Так і не знайшовши інших кораблів з армади Кабрала, корабель Діогу Діаша змушений був наодинці повертатись додому.
На зворотному шляху в липні 1500 р. ним були відкриті острови Маврикій і Реюньйон на схід від Мадагаскару. Обидва острови пізніше використовували португальці для поповнення запасів прісної води і продовольства по шляху до Гоа і Малакки.
10 серпня 1500 Діаш відкрив острів Мадагаскар, назвавши його Сан-Лоренсу (островом Святого Лаврентія). Після цього він попрямував до берегів Мозамбіку і, обігнувши Африку, попрямував до Португалії.
Ніколау Коельо, що очолював чотири кораблі авангарду армади Кабрала, яка поверталась з Індії, випадково наткнувся на корабель з виснаженою командою Діаша на водопої Безегіш (Дакарська затока, Сенегал) біля островів Кабо-Верде в у червні 1501 року і вони разом повернулися до Лісабона.
Точна дата і місце смерті невідомі.